# Ali Suliman
Ali Suliman (arab. علي سليمان, hebr. עלי סלימאן, ur. 10 października 1977 w Nazarecie) – izraelski aktor palestyńskiej narodowości.

## Kariera
Urodził się w Nazarecie na północy Izraela w rodzinie palestyńskiej. Ukończył szkołę aktorską w Tel Awiwie. W 1996 wystąpił w koprodukcji Chronicle of a Disappearance w reżyserii Elia Suleimana. Film otrzymał na 53. MFF w Wenecji Nagrodę im. Luigiego De Laurentiisa dla najlepszego filmu. W 2004 wystąpił we francusko-niemiecko-izraelskim komediodramat w reżyserii Erana Riklisa Syryjska narzeczona. W 2005, u boku Kaisa Nashefa, wystąpił w nominowanym do Oscara dramacie o terrorystach-samobójcach Przystanek Raj w reżyserii Hany Abu-Assada. W 2007 wcielił się w rolę sierżanta Haytham w amerykańsko-niemieckim filmie sensacyjnym Królestwo. Kolejnymi obrazami, w których wystąpił Suliman były, m.in.: Granaty i mirra (2008, reż. Najwa Najjar), W sieci kłamstw (2008, reż. Ridley Scott), Drzewo cytrynowe (2008, reż. Eran Riklis), Czas, który pozostał (2009, reż. Elia Suleiman), Mój przyjaciel wróg (2012, reż. Eran Riklis), Zamach (2012, reż. Ziad Doueiri), Ocalony (2013, reż. Peter Berg), Tańczący Arabowie (2014, reż. Eran Riklis), Znana jako Nadia (2015, reż. Tova Asher).